# Jan Gurda
Jan Gurda (ur. 24 marca 1920 w Książnicach Wielkich, zm. 16 stycznia 1993) – polski duchowny rzymskokatolicki, biskup pomocniczy kielecki w latach 1972–1993.

## Życiorys
Podczas okupacji był nauczycielem w szkolnictwie konspiracyjnym. Studiował w seminarium duchownym w Kielcach. Święcenia kapłańskie przyjął 2 kwietnia 1949 w Kielcach z rąk biskupa Czesława Kaczmarka. Był profesorem seminarium duchownego, duszpasterzem młodzieży. W 1969 został kanonikiem kapituły katedralnej.
7 stycznia 1972 papież Paweł VI mianował go biskupem pomocniczym diecezji kieleckiej i biskupem tytularnym Thasbalty. Konsekrowany został 13 lutego 1972 w Kielcach przez biskupa Jana Jaroszewicza w asyście biskupa Piotra Kałwy i biskupa Jerzego Ablewicza.